# گوستاف فری
گوستاف فری (انگلیسی: Gustav Freij؛ زادهٔ ۱۷ مارس ۱۹۲۲ – درگذشتهٔ ۴ اوت ۱۹۷۳) کشتی‌گیر اهل سوئد در سبک‌وزن کشتی فرنگی بود. او قهرمان المپیک ۱۹۴۸ لندن، نائب قهرمان المپیک ۱۹۵۲ هلسینکی، و همچنین قهرمان کشتی جهان در سال ۱۹۵۰ بود.